# Gnarls Barkley
Gnarls Barkley (транскр.  Гнарлс Баркли) амерички је соул дуо који су основали Дејнџер Маус и Си Ло Грин. Најпознатији су по свом хит синглу из 2006. године Crazy са албума St. Elsewhere.

## Дискографија
- (2006)
- (2008)

## Награде и номинације
| Година | Награда | Категорија                        | Номиновано дело | Исход      |
| ------ | ------- | --------------------------------- | --------------- | ---------- |
| 2007.  | Греми   | Најбољи албум алтернативне музике |                 | Освојено   |
| 2009.  | Греми   | Најбољи албум алтернативне музике |                 | Номинација |